# Aleksandra Cichoń
Aleksandra Cichoń (ur. 17 lutego 1934 w Ostrowie Wielkopolskim, zm. 11 lipca 2007 w Gliwicach) – polska geolog.

## Życiorys
Urodziła się w Ostrowie Wielkopolskim, ale dzieciństwo spędziła w Jarocinie. W latach 1952–1958 studiowała na Wydziale Geologiczno-Poszukiwawczym Akademii Górniczo-Hutniczej w Krakowie, w 1958 obroniła pracę magisterską z zakresu geologii inżynierskiej. Już podczas studiów w 1957 podjęła pracę w Pszczyńskim Przedsiębiorstwie Wiertniczym Przemysłu Węglowego. W 1959 została dokumentatorem, a następnie weryfikatorem w Przedsiębiorstwie Geologiczno-Fizjograficznego i Geodezyjnego Budownictwa „Geoprojekt” w Katowicach. W 1965 rozpoczęła pracę w Katedrze Geologii Złóż Politechniki Śląskiej, następnie pracowała Instytucie Projektowania, Budowy Kopalń i Ochrony Powierzchni oraz Instytucie Geologii Stosowanej Wydziału Górniczego. W listopadzie 1983 obroniła przygotowaną pod kierunkiem prof. dr hab. inż. Józefa Sztelaka pracę doktorską „Rejonizacja hydrogeologiczna Rybnickiego Okręgu Węglowego i wynikający z niej stopień zagrożenia wodnego w szybach”. Specjalizowała się w geologii inżynierskiej i hydrogeologii górniczej. W 1989 przeszła na emeryturę. Pozostawiła dorobek naukowy w postaci 38 publikacji.
Zmarła w 2007, pochowana na Cmentarzu Lipowym w Gliwicach.